# Răcăciuni, Bacău
Răcăciuni (în maghiară Rekecsin) este satul de reședință al comunei cu același nume din județul Bacău, Moldova, România.